# Mesocrambus tamsi
Mesocrambus tamsi is een vlinder uit de familie grasmotten (Crambidae). De wetenschappelijke naam is voor het eerst geldig gepubliceerd in 1960 door Bleszynski.
De soort komt voor in Europa.